# Leipziger Universitätsverlag
Der Leipziger Universitätsverlag mit der angegliederten Akademischen Verlagsanstalt publiziert vorwiegend Ergebnisse der verschiedenen Forschungseinrichtungen der Universität Leipzig.

## Programm
Der Verlag ist ein Wissenschaftsverlag mit einem vielfältigen Angebot aus nahezu sämtlichen wissenschaftlichen Bereichen. Stärker fallen die Geisteswissenschaften gegenüber den Naturwissenschaften und den Rechtswissenschaften hierbei ins Gewicht. Bei den Geisteswissenschaften sind die Geschichtswissenschaften, Kulturwissenschaften am stärksten vertreten. Die Stadt Leipzig als Buchhandels- und Verlagsstadt, als Universitätsstadt sowie die Region Sachsen als Kultur- und Wirtschaftsraum sind im Verlagsprogramm stark vertreten.
Im Leipziger Universitätsverlag erscheinen neben Buchpublikationen auch Zeitschriften wie das Comparativ oder Namenkundliche Informationen.